# Menhir de la Juliana
El Menhir del mas de la Juliana és un menhir desaparegut del terme comunal de Nefiac, a la comarca del Rosselló (Catalunya Nord). Estava situat a prop de l'extrem nord-est del terme comunal, a tocar del de Millars, a prop del Mas de la Juliana.